# Municipio de Patoka (condado de Crawford)
El municipio de Patoka (en inglés: Patoka Township) es un municipio ubicado en el condado de Crawford en el estado estadounidense de Indiana. En el año 2010 tenía una población de 1579 habitantes y una densidad poblacional de 13,35 personas por km².

## Geografía
El municipio de Patoka se encuentra ubicado en las coordenadas 38°22′17″N 86°36′4″O / 38.37139, -86.60111. Según la Oficina del Censo de los Estados Unidos, el municipio tiene una superficie total de 118.24 km², de la cual 113,06 km² corresponden a tierra firme y (4,38 %) 5,17 km² es agua.

## Demografía
Según el censo de 2010, había 1579 personas residiendo en el municipio de Patoka. La densidad de población era de 13,35 hab./km². De los 1579 habitantes, el municipio de Patoka estaba compuesto por el 98,1 % blancos, el 0,06 % eran afroamericanos, el 0,06 % eran asiáticos, el 0,76 % eran de otras razas y el 1,01 % eran de una mezcla de razas. Del total de la población el 0,89 % eran hispanos o latinos de cualquier raza.